# Cambio climático en Canadá

Mapa de Canadá que muestra el aumento de las emisiones de GEI por provincia/territorio en 2008, en comparación con el año base 1990.
Aumento del 50% o más
30%-50% de aumento
20%-30% de aumento
10%-20% de aumento
0%-10% de aumento
0%-10% de disminución
Cada cuadrado representa 2 toneladas de eq. per cápita

El cambio climático en Canadá ha tenido grandes repercusiones en el medio ambiente y los paisajes del país. El número de eventos relacionados con el cambio climático, como las Inundaciones en Alberta de 2013 y el aumento del número de incendios forestales, se ha convertido en una preocupación creciente con el paso del tiempo. La temperatura media anual de Canadá en tierra firme se ha calentado 1.7 grados centígrados desde 1948. El ritmo de calentamiento es aún mayor en el norte de Canadá, las Praderas y el norte de la Columbia Británica. Las precipitaciones del país han aumentado en los últimos años y los fenómenos meteorológicos extremos se han hecho más frecuentes.
Canadá es actualmente el séptimo mayor emisor de gases de efecto invernadero del mundo, y tiene una larga historia de producción de emisiones industriales que se remonta a finales del siglo XIX. A día de hoy, el 18% de la electricidad de Canadá procede del carbón, el gas y el petróleo. La industria canadiense de extracción de combustibles fósiles ha aumentado sus emisiones de gases de efecto invernadero en un 21.6% desde 1990.
Canadá se ha comprometido a reducir sus emisiones de gases de efecto invernadero (GEI) en un 30% por debajo de los niveles de 2005 para 2030 en virtud del Acuerdo de París. En el país se han aplicado varias políticas de mitigación del cambio climático, como la fijación de precios del carbono, el comercio de emisiones y los programas de financiación del cambio climático. En 2019, la Cámara de los Comunes votó para declarar una emergencia climática nacional en Canadá.

## Emisiones de gases de efecto invernadero

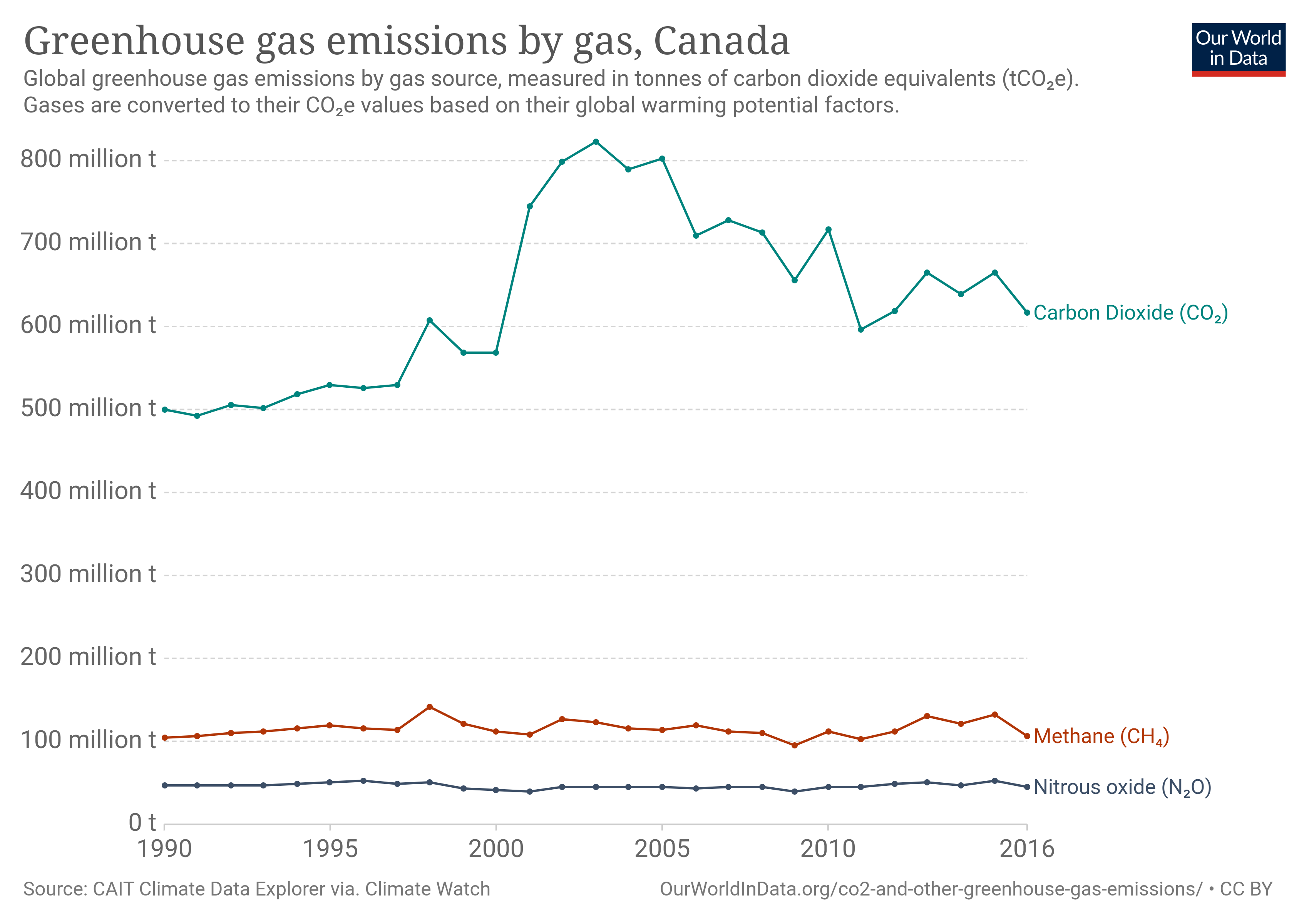
Canadá Emisión de gases de efecto invernadero de 1990 a 2016

El cambio climático es el resultado de la emisión de gases de efecto invernadero, que son producidos por la actividad humana. Canadá es actualmente el séptimo país del mundo que más gases de efecto invernadero emite. En 2018, de todos los países del G20, Canadá fue el segundo en emisiones de gases de efecto invernadero per cápita, después de Arabia Saudí. De hecho, en 2018, Canadá vertió un total de 729 millones de toneladas de dióxido de carbono equivalente (MT CO2eq). Esto representa un minúsculo descenso respecto a las 730 MT CO2eq de 2005, pero un gran aumento respecto a las 602 MT CO2eq de 1990.
Además, Canadá tiene una de las mayores deudas climáticas del mundo. En efecto, el país tiene un largo historial de producción de emisiones industriales de gases de efecto invernadero. Entre 1900 y 2004, Canadá produjo 23668.6 Tm de CO2eq, lo que le convierte en el noveno emisor más importante durante este periodo. La Herramienta de Indicadores de Análisis Climático del WRI estima que, entre 1950 y 2000, Canadá tuvo las mayores emisiones de gases de efecto invernadero per cápita de todos los países del primer mundo.

### Consumo de energía
El consumo de electricidad en Canadá representa 74 toneladas equivalentes de dióxido de carbono, es decir, el 10% de las emisiones del país. La huella climática de este sector se ha reducido considerablemente en las últimas décadas debido al cierre de muchas centrales eléctricas de carbón. En la actualidad, el 81% de la electricidad de Canadá se produce con fuentes de energía no emisoras, como la hidráulica, la nuclear, la solar o la eólica.
Los combustibles fósiles proporcionan el 19% de la energía eléctrica canadiense, aproximadamente la mitad en forma de carbón (9% del total) y el resto una mezcla de gas natural y petróleo. Sólo cinco provincias utilizan el carbón para generar electricidad. Alberta, Saskatchewan y Nueva Escocia dependen del carbón para casi la mitad de su generación, mientras que otras provincias y territorios utilizan poco o nada. Alberta y Saskatchewan también utilizan una cantidad considerable de gas natural. Las comunidades remotas, incluyendo todo Nunavut y gran parte de los Territorios del Noroeste, producen la mayor parte de su electricidad a partir de generadores diésel, con un alto coste económico y medioambiental. El gobierno federal ha puesto en marcha iniciativas para reducir la dependencia de la electricidad de gasóleo.

### Transporte
Canadá es un país grande con una baja densidad de población, por lo que el transporte -a menudo en tiempo frío, cuando la eficiencia del combustible disminuye- es una parte importante de la economía. En 2017, el 24% de los gases de efecto invernadero (GEI) de Canadá procedieron de camiones, trenes, aviones y coches.
La gran mayoría de las emisiones canadienses procedentes del transporte provienen del transporte por carretera, que representa 144 MTCO2 eq, es decir, el 20% de las emisiones totales. Estos se originan para los coches individuales, pero también para los camiones de larga distancia, que se utilizan para transportar la mayoría de las mercancías a través del país. En 2018, la industria canadiense de camiones realizó 63.7 millones de envíos. En 2019, las fábricas canadienses produjeron 1.4 millones de camiones nuevos: más del triple de la producción canadiense de automóviles.
El sector de la aviación nacional canadiense, representado en gran medida por las dos mayores aerolíneas del país, Air Canada y WestJet, produjo 7.1 MTCO2 eq en 2017, y representa el 1% de la emisión total de gases de efecto invernadero de Canadá.

### Producción de combustibles fósiles
La mayor industria de emisiones de GEI, que representa 195 MT de CO2eq o el 27% del total nacional, es la del sector del petróleo y el gas. Impulsadas por las elevadas emisiones de los proyectos de arenas bituminosas, las emisiones de gases de efecto invernadero de este sector aumentaron un 84% entre 1990 y 2017.

### Emisiones industriales
En 2017, la industria pesada canadiense emitió 73 MT de CO2eq, es decir, el 10% de la emisión total de gases de efecto invernadero de Canadá. Esto representa un descenso del 25% de las emisiones en esta categoría desde 1990. Estos datos son coherentes con el rápido declive de la industria manufacturera en Canadá.

### Deforestación
La tasa de deforestación de Canadá es una de las más bajas del mundo, con un 0.02% anual. Esta tasa de deforestación se ha ido reduciendo cada año desde 1985.
Según el Ministerio de Medio Ambiente y Cambio Climático de Canadá (MMACC), los "productos madereros cosechados" en Canadá representan 130 Mt de CO2 eq de emisiones de gases de efecto invernadero. Esto representaría el 18% de las emisiones del país en 2017, pero el MMACC excluye esta cifra de su total nacional. También se excluye del total el cálculo de MMACC de que los bosques de Canadá reducen las emisiones de gases de efecto invernadero en 150 Mt CO2 eq. Antes de 2015, MMACC solía calcular una reducción de 160 Mt CO2 eq de sus bosques, una señal de su lento pero continuo deterioro.

## Impactos en el entorno natural
En las últimas décadas, Canadá ha experimentado un aumento de las temperaturas medias, de las precipitaciones y de los fenómenos meteorológicos extremos. Se espera que estas tendencias continúen durante el próximo siglo. El MMACC determinó que era muy probable que estos cambios fueran el resultado de un aumento de las emisiones de gases de efecto invernadero provocado por la actividad humana.

### Cambios de temperatura y clima
Las temperaturas medias anuales en Canadá han aumentado 1.7 ˚C desde 1948. Estos cambios meteorológicos no han sido uniformes en todas las estaciones. De hecho, las temperaturas medias de invierno han aumentado 3.3 ˚C durante el mismo periodo, mientras que la temperatura media de verano sólo ha aumentado 1.5 ˚C. Las tendencias tampoco fueron uniformes en todas las regiones. La Columbia Británica, las praderas canadienses y el norte de Canadá fueron las que más se calentaron en invierno. Mientras tanto, algunas zonas del sureste de Canadá experimentaron un calentamiento medio de menos de 1 ˚C durante el mismo periodo.
Según el Ministerio de Medio Ambiente y Cambio Climático de Canadá, "el calentamiento a lo largo del siglo XX es indiscutible y se debe en gran medida a las actividades humanas" y añade que "la tasa de calentamiento de Canadá es aproximadamente el doble de la tasa mundial: un aumento de 2 °C a nivel mundial significa un aumento de 3 a 4 °C para Canadá".
El MMACC enumera los impactos del cambio climático que coinciden con los cambios globales. Los cambios relacionados con la temperatura incluyen una temporada de crecimiento más larga, más olas de calor y menos olas de frío, descongelación del permafrost, ruptura más temprana del hielo de los ríos, escorrentía primaveral más temprana y brotación más temprana de los árboles. Los cambios meteorológicos incluyen un aumento de las precipitaciones y más nevadas en el noroeste del Ártico.

#### Precipitación
El MMACC resumió los cambios anuales de las precipitaciones para apoyar las evaluaciones de la biodiversidad realizadas por el Consejo Canadiense de Ministros de Recursos. Evaluando los registros hasta 2007, observaron: "En general, las precipitaciones han aumentado en Canadá desde 1950 y la mayoría de las estaciones con tendencias significativas muestran aumentos. La tendencia al aumento es más coherente en el norte de Canadá, donde muchas estaciones muestran aumentos significativos. No hay muchos indicios de patrones regionales claros en las estaciones que muestran cambios significativos en las precipitaciones estacionales, excepto los descensos significativos que tienden a concentrarse en la estación invernal sobre el suroeste y el sureste de Canadá". Aunque la frase anterior podría ser técnicamente correcta en parte, todas las estaciones muestran un aumento de las precipitaciones en Canadá, especialmente en los meses de invierno, primavera y otoño. Además, el aumento de las precipitaciones sobre el Ártico parece producirse en todas las estaciones, excepto en verano".
Los especialistas en climatología del MMACC han evaluado las tendencias de los patrones de precipitación de corta duración utilizando los conjuntos de datos climáticos de ingeniería: "Las precipitaciones extremas de corta duración (de 5 minutos a 24 horas) son importantes para una serie de propósitos, incluyendo el diseño de infraestructuras de ingeniería, porque representan las diferentes escalas meteorológicas de los eventos de precipitación extrema". En el análisis de una sola estación se observó una "ausencia general de una señal de tendencia detectable", lo que significa que no se produjo ningún cambio global en los patrones de precipitaciones extremas de corta duración. En relación con los criterios de diseño utilizados para la gestión tradicional del agua y la práctica del diseño del drenaje urbano (por ejemplo, las estadísticas de intensidad-duración-frecuencia (IDF)), la evaluación "muestra que menos del 5.6% y el 3.4% de las estaciones tienen tendencias significativas de aumento y disminución, respectivamente, en las cantidades máximas anuales extremas de observación de una sola ubicación." A nivel regional, las regiones costeras del suroeste y del este (Terranova) mostraron en general tendencias regionales crecientes significativas para las duraciones de las precipitaciones extremas de 1 y 2 horas. En el Río San Lorenzo, en el sur de Quebec, y en las provincias atlánticas se observaron tendencias regionales decrecientes para las cantidades de lluvia de 5 a 15 minutos.

#### Fenómenos meteorológicos extremos
Los fenómenos meteorológicos extremos que más preocupan en Canadá son las fuertes lluvias y nevadas, las olas de calor y la sequía. Están relacionados con las inundaciones y los corrimientos de tierra, la escasez de agua, los incendios forestales y la reducción de la calidad del aire, así como con los costes relacionados con los daños a la propiedad y a las infraestructuras, las interrupciones de la actividad empresarial y el aumento de las enfermedades y la mortalidad. Las olas de calor, incluidas las del verano de 2009 y 2012, se asocian a un aumento de los golpes de calor y las enfermedades respiratorias.

### Aumento del nivel del mar
Se prevé que las inundaciones costeras aumenten en muchas zonas de Canadá debido a la subida global del nivel del mar y al hundimiento o levantamiento local del terreno.

### Ecosistemas

#### Bosque boreal

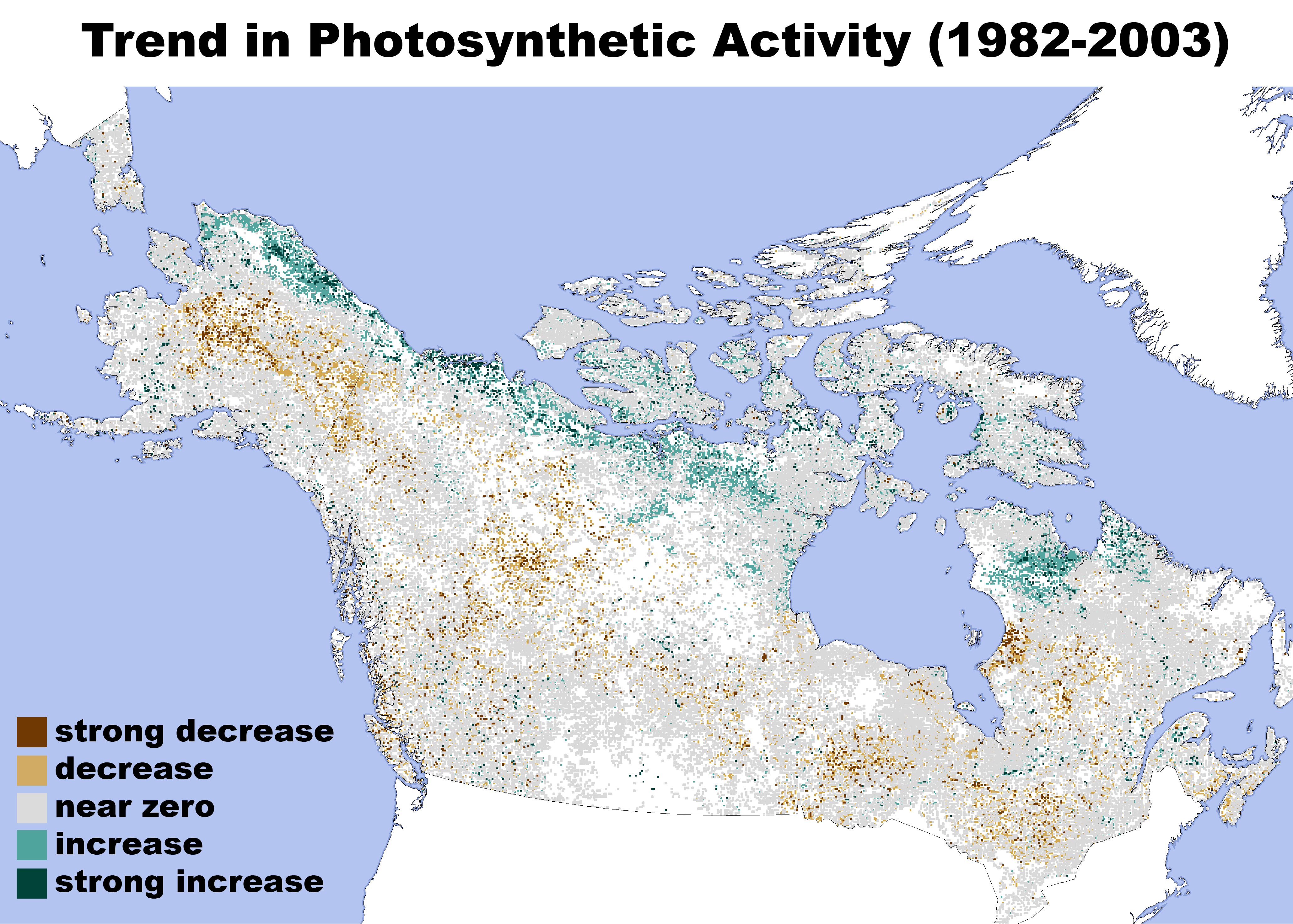
Cambio en la actividad fotosintética de los bosques del norte 1982-2003; Observatorio de la Tierra de la NASA

Según el informe anual de 2011 del Ministerio de Medio Ambiente de Canadá, hay pruebas de que algunas zonas regionales dentro del bosque boreal del oeste de Canadá han aumentado 2 °C desde 1948. El ritmo del cambio climático está provocando condiciones más secas en el bosque boreal, lo que conlleva toda una serie de problemas posteriores.
Como resultado del rápido cambio climático, los árboles están migrando a latitudes y altitudes más altas (hacia el norte), pero algunas especies pueden no estar migrando lo suficientemente rápido para seguir su hábitat climático. Además, los árboles que se encuentran en el límite sur de su área de distribución pueden empezar a mostrar un descenso en su crecimiento. Las condiciones más secas también están provocando un cambio de coníferas a álamos en las zonas más propensas a los incendios y a la sequía.
El cambio climático crea condiciones más propensas a los incendios en el bosque boreal de Canadá. En 2016, el norte de Alberta fue testigo de los efectos del cambio climático de forma dramática cuando una "tormenta perfecta" de El Niño y el calentamiento global contribuyeron al Incendio forestal de Fort McMurray, que provocó la evacuación de la ciudad productora de petróleo en el corazón de la industria de las arenas bituminosas. La zona ha sido testigo de un aumento de la frecuencia de los incendios forestales, ya que la temporada de incendios forestales en Canadá comienza ahora un mes antes que antes y la superficie anual quemada es el doble que en 1970.
De cara a 2019, el cambio climático ya ha aumentado la frecuencia y la potencia de los incendios forestales en Canadá, especialmente en Alberta. "Estamos viendo el cambio climático en acción", dice el profesor de incendios forestales de la Universidad de Alberta, Mike Flannigan. "El incendio de Fort McMurray fue de una vez y media a seis veces más probable debido al cambio climático. La temporada de incendios de 2017, que batió el récord, en Columbia Británica fue de siete a once veces más probable debido al cambio climático".
La epidemia del escarabajo del pino de montaña hizo estragos entre 1996 y 2015 como consecuencia de unos inviernos más suaves en el bosque boreal, que permitieron la proliferación del parásito. Provocó la muerte de 18 millones de hectáreas de árboles y el impacto económico en las comunidades que dependen de los bosques.

#### Ártico
El cambio climático derrite el hielo y aumenta su movilidad. En mayo y junio de 2017, el denso hielo -de hasta 8 metros de grosor- se encontraba en las aguas de la costa norte de Terranova, atrapando a los barcos de pesca y a los transbordadores.

## Impacto en las personas

### Impacto económico

#### Agricultura y producción de alimentos
Durante la sequía de 2002, Ontario tuvo una buena temporada y produjo suficientes cosechas para enviar una gran cantidad de heno a los más afectados en Alberta. Sin embargo, esto no es algo que se pueda o se espere cada vez que haya una sequía en las provincias de las praderas. Esto provoca un gran déficit de ingresos para muchos, ya que están comprando cabezas de ganado a precios altos y vendiéndolas a precios muy bajos. Si se observan las previsiones históricas, hay un fuerte indicio de que no hay una forma real de estimar o conocer la cantidad de lluvia que se espera para la próxima temporada de cultivo. Esto no permite al sector agrícola planificar en consecuencia.
En Alberta se ha producido una tendencia de altas temperaturas estivales y bajas precipitaciones en verano. Esto ha hecho que gran parte de Alberta se enfrente a condiciones de sequía. Las condiciones de sequía están perjudicando al sector agrícola de esta provincia, principalmente a la zona ganadera. Cuando hay sequía escasean los piensos para el ganado (heno, grano). Con la escasez de cultivos, los ganaderos se ven obligados a comprar los piensos a precios más altos mientras puedan. Los que no pueden pagar el precio más alto por el pienso se ven obligados a vender sus rebaños.

#### Industria de la madera
El cambio climático plantea retos para la gestión sostenible y la conservación de los bosques. Tendrá un impacto directo en la productividad de la industria de la madera, así como en la salud y la regeneración de los árboles. Se ha propuesto la migración asistida de los bosques como forma de ayudar a la industria maderera a adaptarse al cambio climático.

### Impacto en la salud
La Agencia de Salud Pública de Canadá informó de que la incidencia de la enfermedad de Lyme aumentó de 144 casos en 2009 a 2025 casos en 2017. El Dr. Duncan Webster, consultor de enfermedades infecciosas del Hospital Regional de San Juan, relaciona este aumento de la incidencia de la enfermedad con el incremento de la población de garrapatas de patas negras. La población de garrapatas ha aumentado debido en gran medida a los inviernos más cortos y a las temperaturas más cálidas asociadas al cambio climático.

## Mitigación y adaptación

### Políticas y legislación (a nivel nacional)

#### Gobierno de Harper (2006-2015)
Bajo el mandato de Stephen Harper, que fue Primer Ministro de 2006 a 2015, se abandonó el Acuerdo de Kioto y se presentó la Ley de Aire Limpio en octubre de 2006.
En 2009, las dos provincias más grandes de Canadá, Ontario y Quebec, se mostraron recelosas ante las políticas federales que les trasladaban la carga de la reducción del efecto invernadero para dar a Alberta y Saskatchewan más espacio para seguir desarrollando sus reservas de arenas petrolíferas.
En 2010, Graham Saul, que representaba a la Red de Acción Climática de Canadá (CAN) -una coalición de 60 organizaciones no gubernamentales-, comentó el informe de 40 páginas de la CAN "Troubling Evidence" which claimed that,

"Los investigadores canadienses sobre el clima están siendo amordazados, sus fondos recortados, las estaciones de investigación cerradas, los hallazgos ignorados y el asesoramiento sobre el tema crítico del siglo no solicitado por el gobierno del Primer Ministro Stephen Harper".
Leahy The Guardian 2010

En 2014, el galardonado limnólogo estadounidense/canadiense David Schindler afirmó que la administración de Harper había puesto "el desarrollo económico por delante de todos los demás objetivos políticos", en particular el medio ambiente.

"Es como si ya no quisieran oír hablar de ciencia. Quieren que la política refleje al cien por cien la economía, que es sólo lo que se puede vender, no lo que se puede ahorrar."
David Schindler en 2014

#### Gobierno de Trudeau (2015-presente)

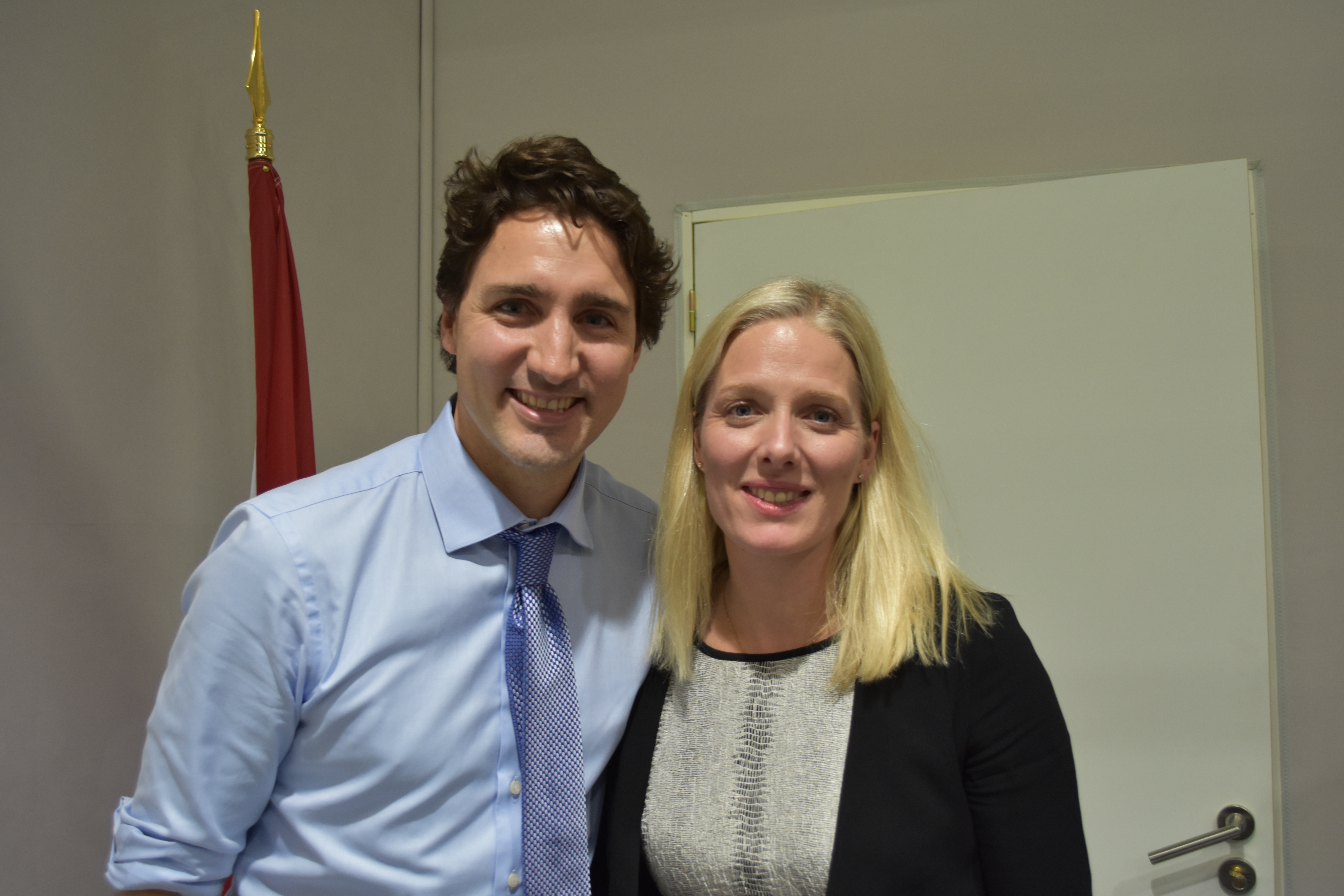
El Primer Ministro Trudeau y la ministra Catherine McKenna en la cumbre COP21 en París, el 30 de noviembre de 2015.

Tras ser elegido, el primer ministro Justin Trudeau esbozó el Plan de Acción Climática del gobierno liberal:
- “Cumpliremos nuestro compromiso con el G20 y eliminaremos gradualmente las subvenciones a la industria de los combustibles fósiles a medio plazo”.
- “También trabajaremos en colaboración con Estados Unidos y México para desarrollar un ambicioso acuerdo norteamericano sobre energía limpia y medio ambiente”.
- “Juntos, asistiremos a la conferencia sobre el clima de París y, en un plazo de 90 días, nos reuniremos formalmente para establecer un marco pancanadiense de lucha contra el cambio climático”.
- “Dotaremos al Low Carbon Economy Trust de $2000 millones en nuestro mandato”.

Aunque el gobierno liberal ha cumplido muchos de sus compromisos programáticos relacionados con el cambio climático, la comisaria de Medio Ambiente, Julie Gelfand, calificó de "preocupante" la falta de progreso del país en la reducción de emisiones y señaló que iba camino de incumplir sus objetivos en materia de cambio climático.
El ministro de Asuntos Exteriores de Trudeau fue Stéphane Dion de 2015 a 2017. Dion es conocido por ser muy partidario de las políticas de cambio climático. Catherine McKenna fue la ministra de Medio Ambiente y Cambio Climático de Trudeau de 2015 a 2019. McKenna es conocida por su trabajo legal en torno a la justicia social.
El Marco Pancanadiense sobre Crecimiento Limpio y Cambio Climático, la estrategia climática nacional de Trudeau, se publicó en agosto de 2017. Los primeros ministros provinciales (excepto Saskatchewan y Manitoba) adoptaron la propuesta el 9 de diciembre de 2016. El núcleo de la propuesta consiste en implantar regímenes de precios del carbono en todo el país. La ministra federal de Medio Ambiente y Cambio Climático de Canadá, Catherine McKenna, afirma que los impuestos sobre el carbono han demostrado ser la forma más económica de reducir las emisiones.
En 2019, el Ministerio de Medio Ambiente y Cambio Climático de Canadá (MMACCC) publicó un informe llamado Informe sobre el Cambio Climático en Canadá (ICCC). Se trata esencialmente de un resumen del 5.º Informe de Evaluación del IPCC, adaptado a Canadá. El informe señala que se espera que las inundaciones costeras aumenten en muchas zonas debido a la subida global del nivel del mar y al hundimiento o levantamiento local del terreno.
El gobierno de Justin Trudeau prometió aumentar los objetivos para el año 2030 y alcanzar la neutralidad del carbono en 2050. En 2020 presentó un proyecto de ley que obligará al país a alcanzar las emisiones cero en 2050. Aunque los combustibles fósiles se eliminarán "a medio plazo", Trudeau ha declarado que el oleoducto Kinder Morgan se construirá. El gobierno federal también ha aprobado la Terminal de GNL de Woodfibre en Vancouver. El gobierno de Trudeau ha introducido un impuesto sobre el carbono. Este impuesto se fijó en 20 dólares por tonelada en 2018 y aumentará 10 dólares al año hasta alcanzar los 50 dólares en abril de 2022. También grava el gas natural, el gas de bomba, el propano, el butano y el combustible de aviación. El primer ministro de Ontario, Doug Ford, el primer ministro de Alberta, Jason Kenney (UCP) y el primer ministro de Manitoba, Brian Pallister (PC), llevaron al gobierno federal a los tribunales el 15 de abril de 2019 y el tribunal falló a favor (3-2) de la constitucionalidad del impuesto al carbono.
A raíz de una moción del primer ministro Justin Trudeau, el 12 de junio de 2019 la Cámara de los Comunes votó para declarar una emergencia climática nacional. En diciembre de 2020, el gobierno de Justin Trudeau presentó un proyecto de ley que obligará al país a alcanzar las emisiones cero en 2050 (Plan de Acción sobre el Cambio Climático 2001).

### Cooperación internacional
Canadá es signatario del Protocolo de Kioto. Sin embargo, el gobierno liberal que posteriormente firmó el acuerdo tomó pocas medidas para cumplir los objetivos de emisión de gases de efecto invernadero de Canadá. Aunque Canadá se comprometió a una reducción del 6% por debajo de los niveles de 1990 para el periodo 2008-2012 como firmante del Protocolo de Kioto, el país no puso en marcha un plan para reducir las emisiones de gases de efecto invernadero. Poco después de las elecciones federales de 2006, el nuevo gobierno en minoría del primer ministro conservador Stephen Harper anunció que Canadá no podía ni iba a cumplir sus compromisos. La Cámara de los Comunes aprobó varios proyectos de ley patrocinados por la oposición en los que se pedían planes gubernamentales para la aplicación de medidas de reducción de las emisiones.
Los grupos ecologistas canadienses y norteamericanos consideran que Canadá carece de credibilidad en materia de política ambiental y critican regularmente a Canadá en los foros internacionales. En los últimos meses de 2009, la actitud de Canadá fue criticada en la conferencia de Cooperación Económica Asia-Pacífico (CEAP), en la cumbre de la Commonwealth, y en la conferencia de Copenhague.
En 2011, Canadá, Japón y Rusia declararon que no asumirían más objetivos de Kioto. El gobierno canadiense invocó el derecho legal de Canadá a retirarse formalmente del Protocolo de Kioto el 12 de diciembre de 2011. Canadá se comprometió a reducir sus emisiones de gases de efecto invernadero hasta un 6% por debajo de los niveles de 1990 para 2012, pero en 2009 las emisiones fueron un 17% superiores a las de 1990. El ministro de Medio Ambiente, Peter Kent, aludió a la responsabilidad de Canadá de sufrir "enormes sanciones financieras" en virtud del tratado si no se retiraba. La decisión de Canadá fue muy criticada por los representantes de otros países ratificantes, como Francia y China.
Poco más de un mes después de tomar posesión de su cargo en 2015, Justin Trudeau y Catherine McKenna representaron a Canadá en la cumbre del clima de París. En esta reunión, Canadá se ha comprometido a detener el aumento de la temperatura global en 1.5 °C, a eliminar progresivamente los combustibles fósiles, a apoyar financieramente las energías limpias y a ayudar a los países en desarrollo a cumplir sus objetivos.

### Políticas y legislación (a nivel provincial)

#### Mitigación
A mediados de la década de 2000, las medidas de mitigación de algunas provincias avanzaron, aunque el gobierno federal de Stephen Harper no desarrolló un régimen federal de seguimiento y reducción creíble. Varios gobiernos provinciales establecieron programas para reducir las emisiones en sus respectivos territorios. Estas medidas se integraron posteriormente en el Marco Pancanadiense de Crecimiento Limpio y Cambio Climático bajo el mandato de Justin Trudeau.
Sin embargo, un análisis de costo-efectividad de estos programas realizado por el Instituto Fraser ha cuestionado su valor. En otras jurisdicciones, los mercados de carbono, las fuentes de energía renovable, los vehículos eléctricos y los programas de eficiencia energética han arrojado beneficios decepcionantes en comparación con los fondos y la normativa que los han creado.
El primer ministro de Ontario, Doug Ford, ha manifestado su oposición a este programa y lo suprimió cuando llegó al poder en Ontario. Sostiene que el impuesto federal sobre el carbono impuesto a su provincia provocará una recesión. Los economistas han estudiado la cuestión y no están de acuerdo, citando el ejemplo de la Columbia Británica, que tiene un impuesto sobre el carbono desde 2008 que no ha causado ninguna recesión económica en la provincia.

##### Alberta
Alberta ha establecido un "Plan de Acción sobre el Cambio Climático", publicado en 2008. El Reglamento de Emisores de Gases Especificados de Alberta la convirtió en la primera jurisdicción de Norteamérica en tener un precio sobre el carbono en 2007, y se renovó hasta 2017 con un mayor rigor. Exige a los "grandes emisores finales", definidos como instalaciones que emiten más de 100.000t de CO2e al año, que cumplan con una reducción de la intensidad de las emisiones que aumenta con el tiempo y que tiene un tope del 12% en 2015, del 15% en 2016 y del 20% en 2017. Las instalaciones tienen varias opciones para cumplir la normativa. Pueden realizar reducciones, pagar al Fondo para la Gestión del Cambio Climático y las Emisiones (FGCCE), comprar créditos a otros grandes emisores finales o comprar créditos a no grandes emisores finales en forma de créditos de compensación. Las críticas contra el enfoque basado en la intensidad para fijar el precio del carbono incluyen el hecho de que no hay un tope duro para las emisiones y las emisiones reales siempre pueden seguir aumentando a pesar de que el carbono tenga un precio. Las ventajas de un sistema basado en la intensidad incluyen el hecho de que durante las recesiones económicas, la reducción de la intensidad del carbono seguirá siendo igual de estricta y desafiante, mientras que los topes duros tienden a volverse fácilmente alcanzables, irrelevantes y no funcionan para reducir las emisiones. También se ha criticado a Alberta por considerar que sus objetivos son demasiado débiles y que las medidas promulgadas no tienen posibilidades de alcanzarlos. En 2015, el gobierno recién elegido se comprometió a revisar la estrategia de cambio climático.
En 2008, el sector eléctrico de Alberta era el más intensivo en carbono de todas las provincias y territorios canadienses, con unas emisiones totales de 55.9 millones de toneladas de CO2 equivalentes en 2008, lo que representa el 47% de todas las emisiones canadienses en el sector de la generación de electricidad y calor.
En noviembre de 2015, la primera ministra Rachel Notley desveló sus planes de aumentar el impuesto sobre el carbono de la provincia a 20 dólares por tonelada en 2017, y de aumentar aún más a 30 dólares por tonelada en 2018. Este cambio de política se produjo en parte por el rechazo del oleoducto Keystone XL, que el primer ministro comparó con una "patada en los dientes". Las nuevas políticas climáticas de la provincia también incluyen la eliminación progresiva de las centrales eléctricas de carbón para 2030 y la reducción de las emisiones de metano en un 45% para 2025.

##### Columbia Británica
La Columbia Británica ha anunciado muchas políticas ambiciosas para abordar la mitigación del cambio climático, especialmente a través de su Plan de Acción Climática, publicado en 2008. Ha establecido objetivos legislativos de reducción de gases de efecto invernadero del 33% por debajo de los niveles de 2007 para 2020 y del 80% para 2050. El impuesto sobre el carbono de BC, de ingresos neutros, es el primero de este tipo en Norteamérica. Se introdujo a 10 dólares/tonelada de CO2e en 2008 y se ha ido incrementando en 5 dólares/tonelada anuales hasta llegar a 30 dólares/tonelada en 2012, donde se ha mantenido la tasa. La legislación exige que todos los ingresos del impuesto sobre el carbono se devuelvan a los británicos a través de recortes fiscales en otros ámbitos.
Las organizaciones del sector público provincial de Columbia Británica se convirtieron en las primeras de Norteamérica en ser consideradas neutras en cuanto a emisiones de carbono en 2010, en parte gracias a la compra de compensaciones de carbono. El Programa de Vehículos de Energía Limpia ofrece incentivos para la compra de vehículos de energía limpia aprobados y para la instalación de infraestructura de carga. Se han tomado medidas en todos los sectores, como opciones de financiación e incentivos para la reconversión de edificios, un Protocolo de Compensación de Carbono Forestal, una Norma de Combustibles Renovables y Bajos en Carbono y la regulación de la gestión de los gases de vertedero.
Las emisiones de gases de efecto invernadero de Columbia Británica han disminuido, y en 2012 (sobre la base de datos de 2010) declaró que estaba a punto de cumplir su objetivo provisional de reducir un 6% los niveles de 2007 para 2012. Las emisiones de gases de efecto invernadero se redujeron un 4,5% entre 2007 y 2010, y el consumo de los principales combustibles fósiles también ha disminuido en Colombia, mientras que el PIB y la población han aumentado.
En 2018 se anunció que la provincia "tras estancarse en una acción climática sostenida durante varios años, admitió que no podría cumplir su objetivo de 2020", el objetivo de reducción del 33% se había estancado en el 6.5%. A nivel provincial, BC es el segundo consumidor de gas natural, con 2300 millones de pies cúbicos al día.

##### Ontario
En agosto de 2007, el gobierno de Ontario publicó Go Green: Plan de Acción de Ontario sobre el Cambio Climático. El plan establecía tres objetivos: una reducción del 6% de las emisiones para 2014, del 15% para 2020 y del 80% para 2050. El gobierno se ha comprometido a informar anualmente sobre las medidas que está tomando para reducir las emisiones y adaptarse al cambio climático. Con las iniciativas actualmente en marcha, el Gobierno prevé alcanzar el 90% de las reducciones necesarias para cumplir su objetivo de 2014, y sólo el 60% de las necesarias para cumplir el objetivo de 2020.
Las mayores reducciones de emisiones hasta la fecha se han producido gracias a la eliminación progresiva de la generación de energía con carbón por parte de Ontario Power Generation. En agosto de 2007, el gobierno promulgó una normativa que exigía el fin de la quema de carbón en las cuatro centrales eléctricas de carbón que quedaban en Ontario para finales de 2014. Desde 2003, las emisiones de estas plantas se han reducido de 36.5 Mt a 4.2 Mt. En enero de 2013, el gobierno anunció que el carbón se eliminará completamente un año antes, a finales de 2013. La última estación generadora de carbón se cerró el 8 de abril de 2014 en Thunder Bay.
A través de la Ley de Energía Verde y Economía Verde de 2009, Ontario implementó una tarifa de alimentación para promover el desarrollo de la generación de energía renovable. Ontario también es miembro de la Iniciativa Climática Occidental. En enero de 2013, se publicó un documento de debate en el Registro Medioambiental en el que se solicitaban aportaciones sobre el desarrollo de un programa de reducción de las emisiones de gases de efecto invernadero para la industria.
A lo largo de los años, las emisiones del transporte han seguido aumentando. Al pasar de 44.8 Mt en 1990 a 59.5 Mt en 2010, el transporte es responsable de la mayor cantidad de emisiones de gases de efecto invernadero en la provincia. Los esfuerzos para reducir estas emisiones incluyen la inversión en transporte público y la provisión de incentivos para la compra de vehículos eléctricos.
El gobierno también reconoce la necesidad de adaptación al cambio climático y, en abril de 2011, publicó Climate Ready: Estrategia y Plan de Acción de Adaptación de Ontario 2011-2014.
De acuerdo con la Declaración de Derechos Ambientales de 1993, el Comisario de Medio Ambiente de Ontario realiza una revisión independiente e informa anualmente a la Asamblea Legislativa de Ontario sobre el progreso de las actividades en la provincia para reducir las emisiones de gases de efecto invernadero.
El 7 de junio de 2018, el Partido Conservador Progresista de Ontario, bajo el mando de Doug Ford, fue elegido para un gobierno mayoritario. Desde entonces ha habido una gran controversia en torno a las políticas medioambientales de su gobierno. Entre los cambios introducidos en la política medioambiental por el gobierno de Ford se encuentran la retirada de Ontario del sistema de comercio de emisiones de la Iniciativa Climática Occidental, que había sido implantado por el anterior gobierno liberal, y la eliminación de la oficina del Comisionado Medioambiental de Ontario, un funcionario no partidista de la Asamblea Legislativa de Ontario encargado de hacer cumplir la Carta de Derechos Medioambientales de Ontario (CDMA). El gobierno de Ford publicó un informe en el que se indicaba que las funciones del Comisario de Medio Ambiente se transferirían al Auditor General de Ontario. Otras críticas formuladas por Mike Schreiner, del Partido Verde de Ontario, incluyen recortes en el Ministerio de Medio Ambiente, Conservación y Parques, así como la introducción de cambios no especificados en la Ley de Especies Amenazadas. Como resultado, Ontario pasó a estar sujeta al impuesto federal sobre el carbono.

##### Quebec
Las emisiones de gases de efecto invernadero aumentaron un 3.8% en Quebec entre 1990 y 2007, hasta alcanzar las 85.7 megatoneladas de CO2 equivalente, antes de bajar a 81.7 en 2015. Con 9.9 toneladas per cápita, las emisiones de Quebec son muy inferiores a la media canadiense (20.1 toneladas) y representaron el 11.1% del total de Canadá en 2015.
Las emisiones del sector eléctrico se dispararon en 2007, debido al funcionamiento de la turbina de gas de ciclo combinado de TransCanada Energy en Bécancour. La central, la mayor fuente de emisiones de gases de efecto invernadero de Quebec ese año, emitió 1,687,314 toneladas de CO2 equivalente en 2007, lo que supone el 72,1% de todas las emisiones del sector y el 2% de las emisiones totales. La central se cerró en 2008, en 2009 y en 2010.
Entre 1990 -año de referencia del Protocolo de Kioto- y 2006, la población de Quebec creció un 9.2% y el PIB de Quebec un 41.3%. La intensidad de las emisiones en relación con el PIB se redujo del 28.1% durante este periodo, pasando de 4500 a 3300 toneladas de CO2 equivalente por millón de dólares de producto interior bruto (PIB).
En mayo de 2009, Quebec se convirtió en la primera jurisdicción del continente americano en imponer un tope de emisiones, después de que la Asamblea Nacional de Quebec aprobara un proyecto de ley para limitar las emisiones de determinados sectores. La medida se coordinó con una política similar en la provincia vecina de Ontario y refleja el compromiso de ambas provincias como miembros de la Iniciativa Climática del Oeste.
El 23 de noviembre de 2009, el gobierno de Quebec se comprometió a reducir para 2020 sus emisiones de gases de efecto invernadero en un 20% por debajo del nivel del año base 1990, un objetivo similar al adoptado por la Unión Europea. El gobierno pretende alcanzar su objetivo fomentando el transporte público, los vehículos eléctricos y el transporte intermodal de mercancías. El plan también prevé un mayor uso de la madera como material de construcción, la recuperación de energía a partir de la biomasa y una reforma de la ordenación del territorio. En 2015, el índice de emisiones se ha reducido en un 8.8%. Para fomentar la electrificación del sector del transporte, Quebec ha introducido numerosas políticas para promover la compra de vehículos eléctricos, con el resultado de que el 9,8% de todas las ventas de coches nuevos en Quebec son vehículos eléctricos.

#### Adaptación
Muchas políticas de adaptación al cambio climático son competencia de los gobiernos provinciales. Sin embargo, la adaptación ocupa actualmente un lugar secundario en su lista de prioridades medioambientales, y la mayoría de las provincias no tienen ningún plan de adaptación al clima.

##### Migración asistida de los bosques
Sin embargo, algunas provincias aplicaron políticas de colonización asistida para orientar sus bosques hacia su futura área de distribución óptima. A medida que el clima se calienta, las especies arbóreas se adaptan menos a las condiciones de su área de distribución histórica al sur o cuesta abajo y más a las condiciones climáticas de las zonas al norte o cuesta arriba de su área de distribución histórica. A finales de la década de 2000 y principios de 2010, las provincias canadienses de Alberta y Columbia Británica modificaron sus directrices de resiembra de árboles para tener en cuenta este fenómeno. La Columbia Británica incluso dio luz verde a la reubicación de una sola especie, el alerce occidental, 1000 km hacia el norte.

### Evaluaciones políticas
Según datos de 2021, para que el mundo tenga un 50% de posibilidades de evitar un aumento de la temperatura de 2 grados o más, Canadá debería aumentar sus compromisos climáticos en un 57%. Para una probabilidad del 95% debería aumentar los compromisos en un 160%. Para dar un 50% de posibilidades de mantenerse por debajo de 1,5 grados, Canadá debería aumentar sus compromisos en un 215%.

## Sociedad y cultura

### Activismo
La Canadian Wildlife Federation (CWF), una de las mayores organizaciones conservacionistas del país, aboga por la mitigación del cambio climático. Según la CWF, la organización reconoció la necesidad de actuar en 1977 y publicó Checkerspot, una revista bianual sobre el cambio climático que ya no existe.
Algunos grupos canadienses también han presionado a favor de la desinversión en combustibles fósiles.

### Opinión pública
Según una encuesta de la Asociación Nuclear Canadiense, el cambio climático preocupa a los canadienses más que cualquier otro tema.
Los canadienses piensan que la amenaza que supone el cambio climático es mayor de lo que piensan sus homólogos de Estados Unidos, pero ligeramente por debajo de la opinión media de otras naciones incluidas en una encuesta del Pew Research Center en 2018. Sin embargo, la mayoría de los canadienses de todas las circunscripciones electorales de todas las provincias de Canadá creen que el clima está cambiando.
Los índices de aceptación (creencia) del cambio climático en curso son más altos en Columbia Británica y Quebec, y más bajos en las provincias de las praderas de Alberta y Saskatchewan. En una encuesta publicada por la Universidad de Montreal y sus colegas, la creencia nacional de que la Tierra se estaba calentando era del 83%, mientras que el 12% de los encuestados afirmaba que la Tierra no se estaba calentando. Sin embargo, cuando se les preguntó si este calentamiento se debía a la actividad humana, sólo el 60% de los encuestados respondió afirmativamente. Estas cifras coinciden con una encuesta de 2015 que mostró que el 85% de los canadienses creía que la Tierra se estaba calentando, mientras que solo el 61% consideraba que este calentamiento se debía a la actividad humana. La opinión pública canadiense de que la actividad humana es responsable del calentamiento global disminuyó ligeramente en general de 2007 a 2015. A la pregunta de si su provincia ha sentido ya los efectos del cambio climático, el 70% de los canadienses respondió "sí". Este resultado se basó en una mayoría de encuestados en casi todas las circunscripciones electorales. Al mismo tiempo, las tres circunscripciones de Alberta en las que la opinión era más baja obtuvieron cada una un 49% de "sí", lo que está justo por debajo de la mayoría. El apoyo nacional a la acción para detener el cambio climático se sitúa en el 58%, con niveles similares de apoyo a un sistema de tope y comercio (58%) o a un impuesto directo sobre las emisiones de carbono (54%).
En diciembre de 2018 se realizó una encuesta de Ipsos-Reid para conocer la opinión de los ciudadanos sobre las políticas medioambientales de Doug Ford en Ontario. Los resultados de la encuesta fueron los siguientes:
- Negativo - 45%
- Positivo - 27%
- Neutral - 28%